# Мечеть Сулейманіє (Родос)
Мечеть Сулейманіє або Мечеть Сулеймана (тур. Süleymaniye Camii, Сулейманіє Джамі) — мечеть, початково збудована після османського завоювання Родосу 1522 року, реконструйована 1808 року. Названа на честь султана Сулеймана для ознаменування його завоювання Родосу.
Ця мечеть стала першою в місті Родосі, збудована незадовго після того, як османи взяли в облогу та захопили його 1522 року. У 1808 було збудовано сучасну будівлю мечеті шляхом реконструювання цієї початкової. Її штукатурка рожевого кольору. Більшу частину мечеті було реконструйовано з використанням матеріалів з будівель, що існували там само в більш ранній період. Колони зовнішньої аркади були частиною християнської церкви.
Europa Nostra у 2006 дала цій мечеті почесне визнання.

## Галерея

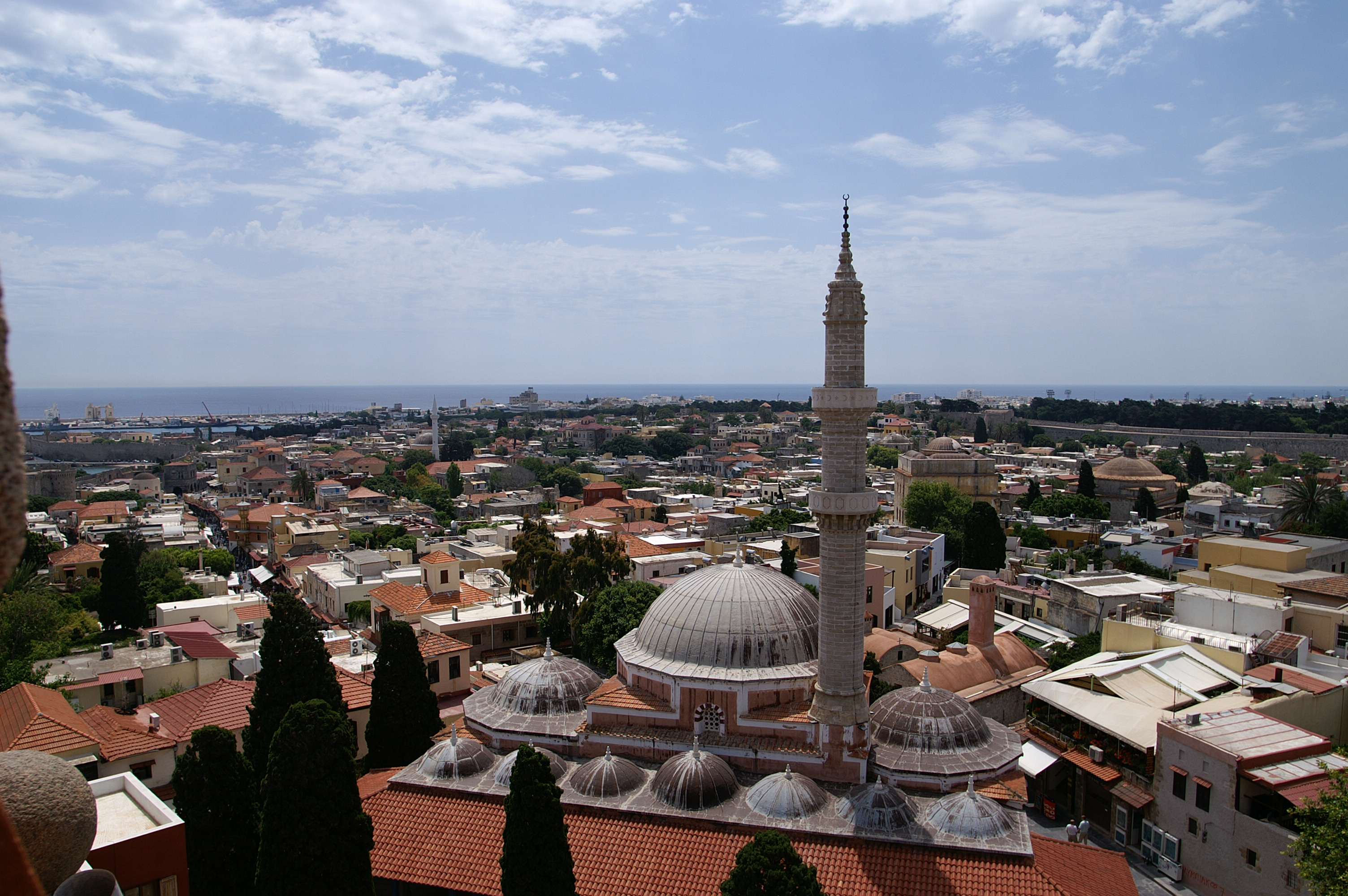
Вид на мечеть та місто Родос
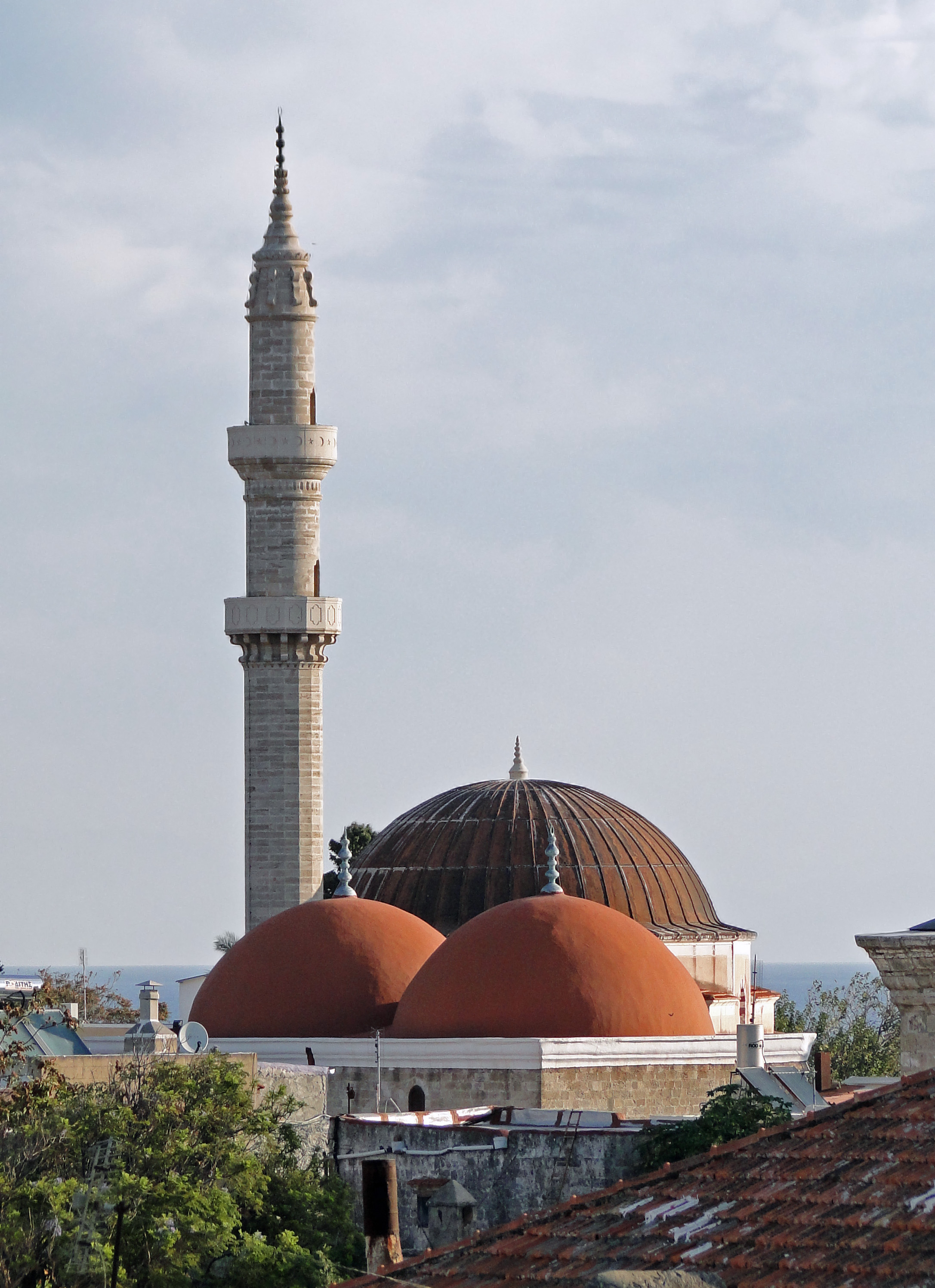
Куполи мечеті
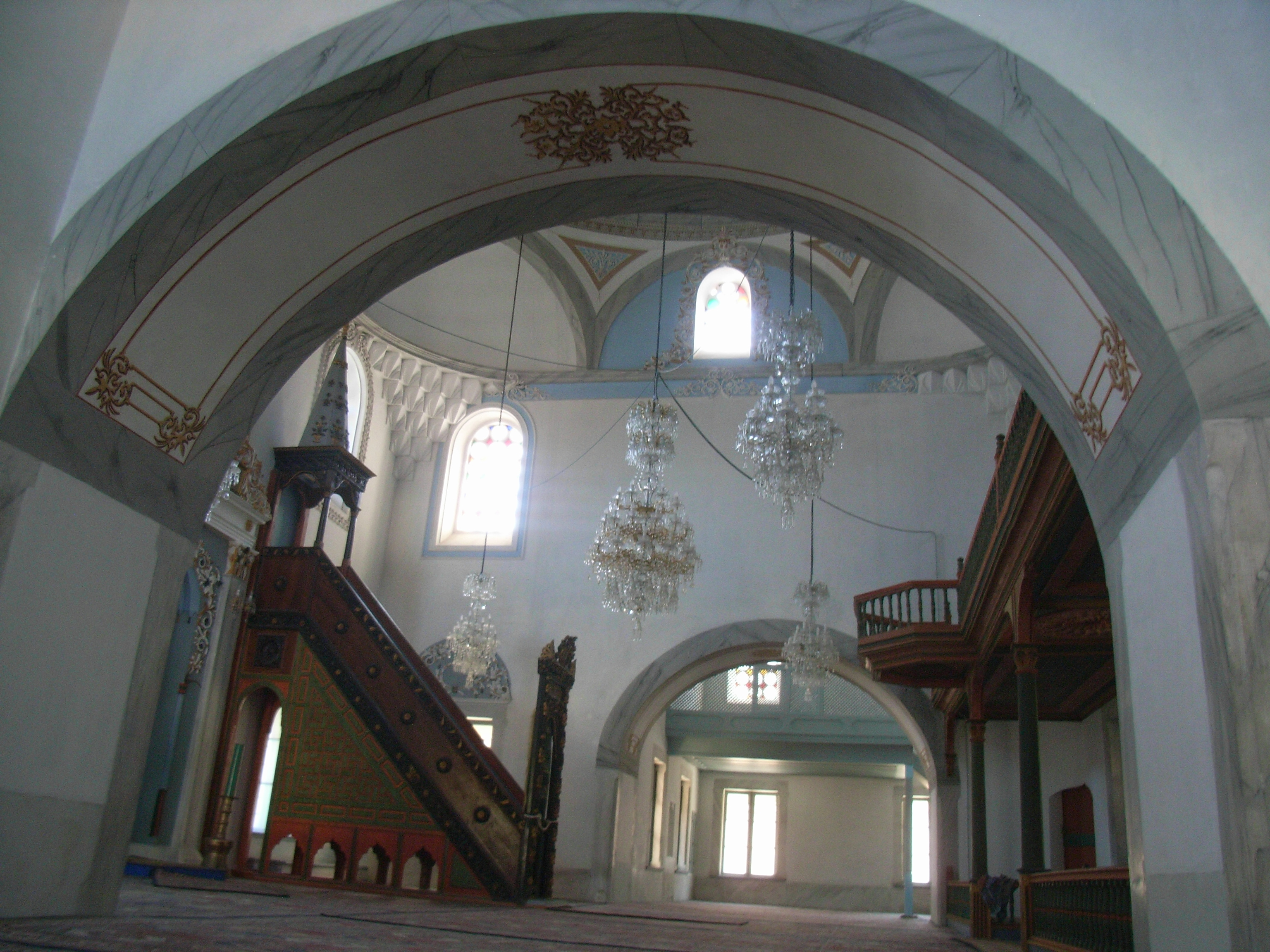
Інтер'єр мечеті